# Hart op hart

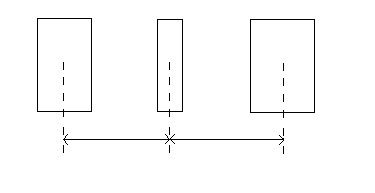
Hart op hart afstanden

Hart op hart, vaak afgekort met h.o.h., is een manier om afstanden aan te geven, ook hartafstand genoemd. Het is de afstand tussen twee hartlijnen, dus tussen het middelpunt, het hart van bijvoorbeeld een kolom en het middelpunt, het hart van een andere kolom. Door een afstand in hart tot hartlijn uit te drukken, kunnen geen fouten worden gemaakt met het opmeten van afstanden tussen kolommen met verschillende diameters en ontstaan er ook geen misverstanden. Op dezelfde manier kunnen de maten tussen wanden en tussen kolommen en wanden worden aangegeven. De hart op hart maten komen vaak overeen met de stramienlijnen die over een plan liggen. De totale afstand kan bijvoorbeeld worden berekend door de som van de h.o.h.-maten te nemen.